# Almost Here (canción de The Academy Is...)
"Almost Here" es una canción de The Academy Is .... Es la canción que da cierre al álbum Almost Here. Se ejecuta por tres minutos y siete segundos (lo que es una de las canciones más cortas en el expediente) e incluye un falso final sobre dos minutos.

## Significado
Esta canción puede que sea una canción muy difícil de describir, pero tiene relavancia a hablar de la moda, la muerte, también incluso tiene tendencias a hablar sobre las drogas debido a la parte final del segundo verso que dice así "The smoking gun still sits in my pocket and I know how to use it." que quiere decir en español : "El tabaquismo se encuentra todavía pistola en mi bolsillo y sé 
cómo usarlo".En si la canción no ha sido bien expecificada por los escritores (Respectivamente William Beckett y Michael Carden),a pesar de esto la canción se encuentra entre las favoritas de los fanatcios del grupo. 

## Apariciones en los Medios
La canción aparece en los videojuegos Burnout Revenge y Burnout Legends.